# Argyle (Wisconsin)
Argyle é uma vila localizada no estado norte-americano de Wisconsin, no Condado de Lafayette.

## Demografia
Segundo o censo norte-americano de 2000, a sua população era de 823 habitantes. 
Em 2006, foi estimada uma população de 790, um decréscimo de 33 (-4.0%).

## Geografia
De acordo com o United States Census Bureau tem uma área de 
1,6 km², dos quais 1,6 km² cobertos por terra e 0,0 km² cobertos por água. Argyle localiza-se a aproximadamente 242 m acima do nível do mar.

## Localidades na vizinhança
O diagrama seguinte representa as localidades num raio de 20 km ao redor de Argyle. 